# Louis Gressier
Louis Gressier (12. maj 1897 - 14. januar 1959) var en fransk roer fra Boulogne-sur-Mer.
Gressier vandt sølv i firer med styrmand ved OL 1924 i Paris. De øvrige medlemmer af den franske båd var Eugène Constant, Georges Lecointe, Raymond Talleux og styrmand Marcel Lepan. Der deltog i alt 10 lande i disciplinen, hvor Schweiz og USA tog guld- og bronzemedaljerne. Det var den eneste udgave af OL han deltog i.

## OL-medaljer
- 1924:  Sølv i firer med styrmand